# ディオメーデー
ディオメーデー（古希: Διομήδη, Diomēdē）は、ギリシア神話に登場する女性である。長母音を省略してディオメデとも表記される。
- クスートスの娘
- アキレウスの捕虜

主に2人のほか、数名が知られている。

## クスートスの娘
この女性はクスートスとエレクテウスの娘クレウーサの娘で、アカイオス、イオーンと兄妹。ポーキス地方の王デーイオーンと結婚し、アステロディアー、アイネトス、アクトール、ピュラコス、ケパロス、ニーソスを生んだ。

## アキレウスの捕虜
この女性はレスボス島の王ポルバースの娘。トロイア戦争の際、ギリシア軍がレスボス島を攻略した際に捕虜となり、アキレウスの奴隷となって仕えた。『イーリアス』によると、アキレウスがアガメムノーンの使者を追い返し、使者の1人だった老将ポイニクス、親友のパトロクロスとともに自陣内で眠りについたとき、ディオメーデーがアキレウスに添い寝したと語られている。『イーリアス』で彼女が言及されているのはこの1か所である。
クレーテーのディクテュスによると、ディオメーデーはブリーセーイスとは歳が同じで、よく似た境遇のブリーセーイスと仲が良く、2人が別れたがらなかったためにアキレウスの戦利品として分配された。
なお、パウサニアースによるとデルポイ神殿にディオメーデーの姿が、ブリーセーイス、イーピス （パトロクロスの女奴隷）とともに描かれていたという。

## その他のディオメーデー
- ラピテースの娘で、アミュクラースと結婚し、キュノルテースとヒュアキントスを生んだ[9]。
- イーピクロスの妻で、プローテシラーオスの母[10]。